# 纺锤蛸
纺锤蛸（学名：[Octopus fusiformis] 错误：{{Lang}}：文本有斜体标记（帮助））为蛸科蛸属的动物。分布于马来群岛、印度南部海域，包括南海等海域，生活环境为海水，多见于数十米内泥沙海底。该物种的模式产地在印尼安汶。